# Bryson DeChambeau

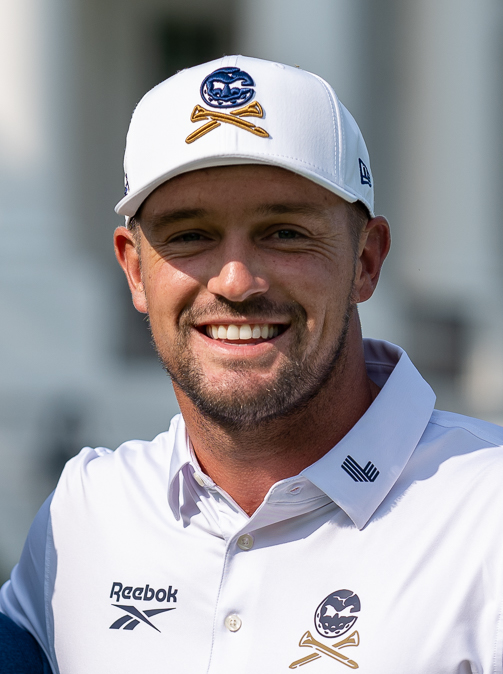
Bryson DeChambeau, 2025.

Bryson James Aldrich DeChambeau, född 16 september 1993 i Modesto i Kalifornien, är en amerikansk professionell golfspelare som spelar på Liv Golf. Han har tidigare spelat bland annat på PGA Tour, PGA European Tour och Web.com Tour.
DeChambeau har vunnit nio PGA-vinster, tre European-vinster och en Web.com-vinst. Han vann också 2020 och 2024 års US Open. DeChambeau har även kommit delad fyra i 2020 och 2024 års PGA Championship och delad åtta i 2022 års The Open Championship.
Han deltog också i 2018 och 2021 års Ryder Cup, vilken han var med och vinna den sistnämnda. DeChambeau har även deltagit och vunnit 2019 års Presidents Cup.
Han avlade en kandidatexamen i fysik vid Southern Methodist University. DeChambeau spelade också golf för universitetets idrottsförening SMU Mustangs och blev individuell totalvinnare för 2015 års NCAA-säsong för herrar. Samma år blev han även mästare för United States Amateur Championship.